# Johann Heinrich Bongard

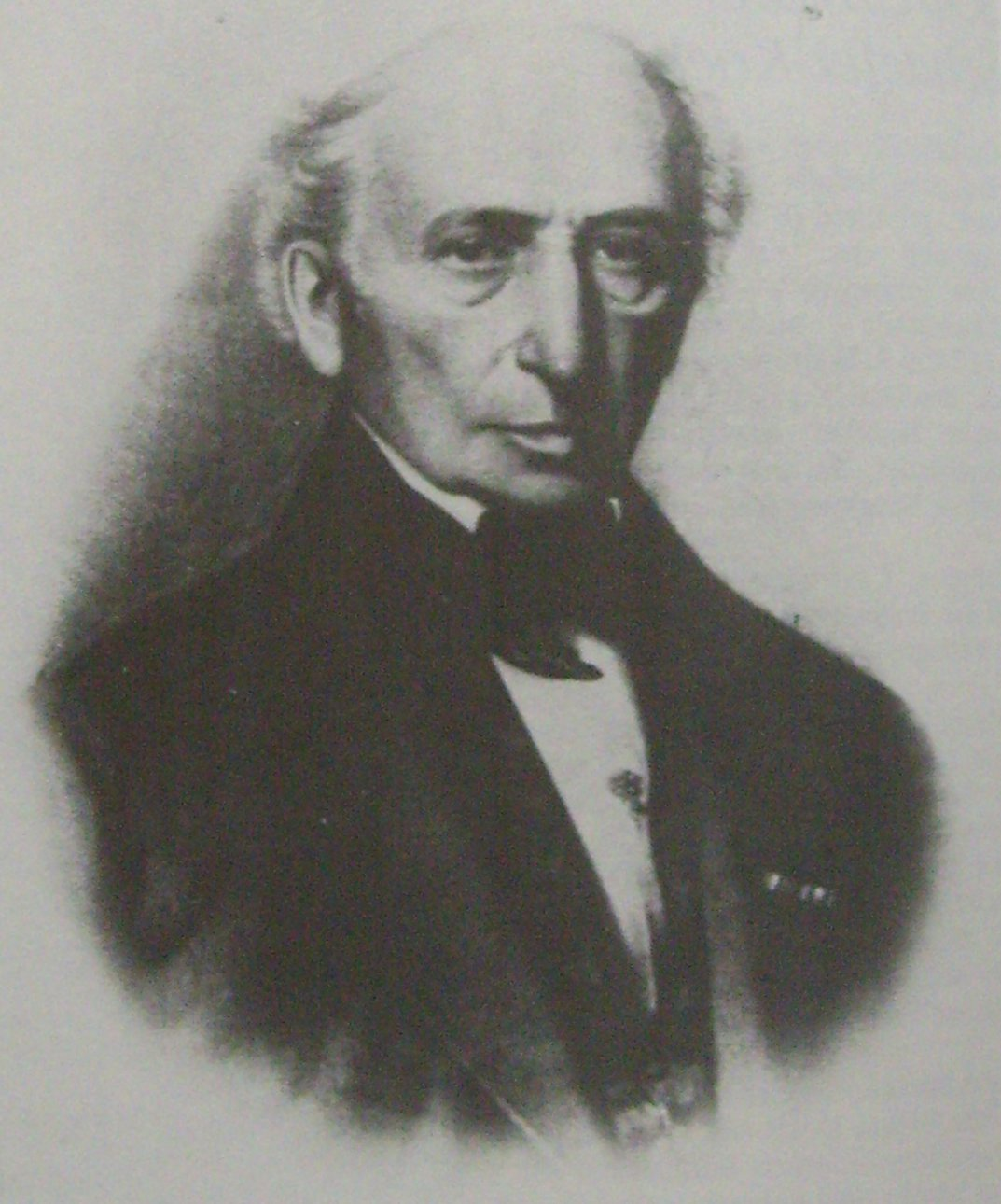
Johann Heinrich Bongard

Johann Heinrich Bongard (* 18. März 1779 in Erkrath; † 20. Dezember 1857 in Düsseldorf) war ein erfolgreicher Augenarzt, der heute vor allem als Autor einer ersten Schrift über das Neandertal bekannt ist.

## Leben
Bongard, der mit Nanny Merrem aus einer angesehenen Duisburger Mediziner- und Juristenfamilie, die später auch in Köln namhafte Richter stellte, verheiratet war, hatte in der damaligen Kurstadt Erkrath eine Klinik im Bongardskämpchen an der damaligen Kreuzstraße (heute Bergischer Hof), in der er als einer der ersten Wundärzte und Ophthalmologen operativ den Grauen Star beseitigte. Auf Grund seiner Verdienste wurde er zum Geheimen Sanitätsrat  ernannt, einer höheren Stufe der Ehrung für niedergelassene Mediziner.
Nach seinem Tod im Jahre 1857 musste die Klinik geschlossen werden.

## Nachruhm
Heute ist Bongard bekannt durch den ersten Wanderführer durch das durch ihn erst richtig bekannt gewordene Neandertal, in dem er auch mit Zeichnungen auf Geologie, Flora und Fauna des bis dahin noch urwüchsigen Tales aufmerksam machte.
Die Stadt Erkrath ehrte ihren berühmten Sohn durch die Benennung einer Straße im grünen Zentrum der Stadt.

## Literatur von Johann Heinrich Bongard

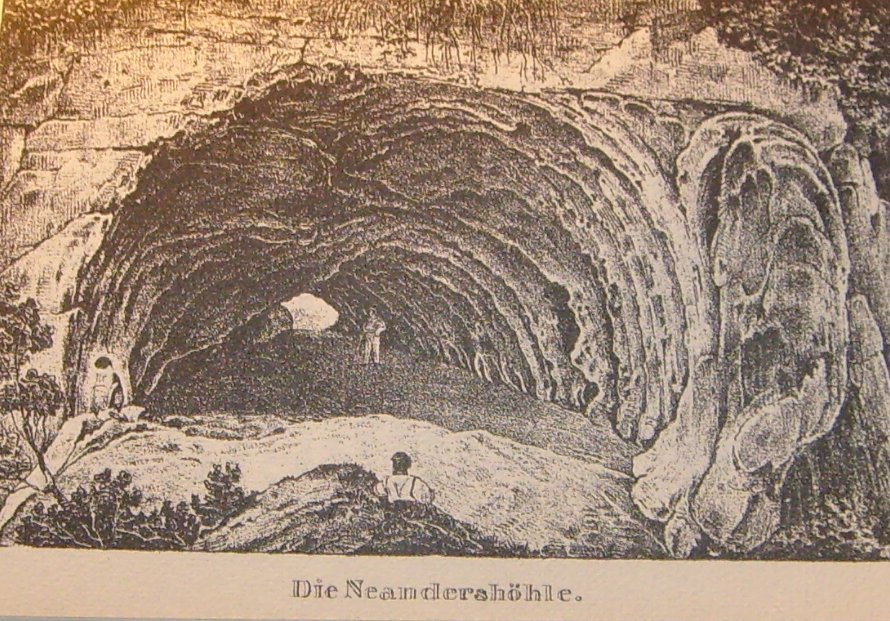
Die Neandershöhle Lithografie aus Wanderungen zur Neandershöhle
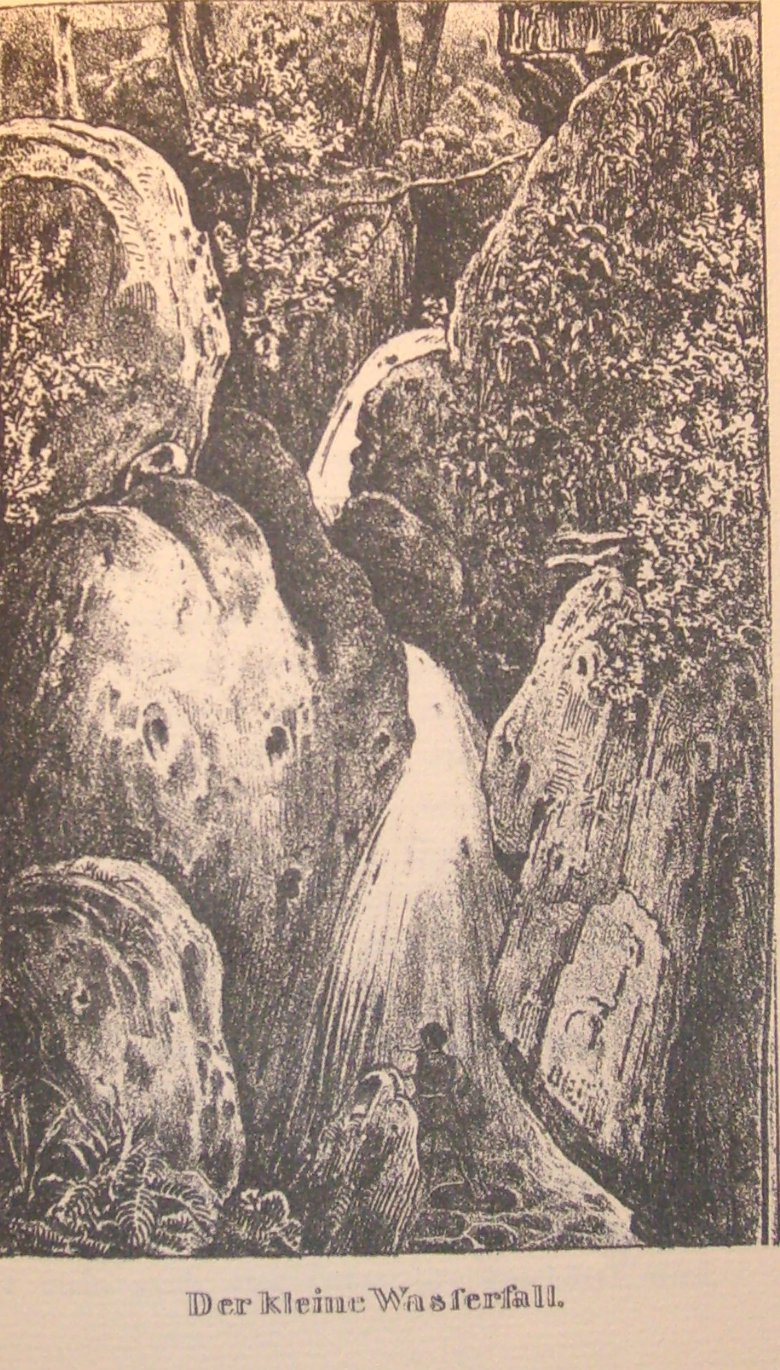
Kleiner Wasserfall Lithografie aus Wanderungen zur Neandershöhle
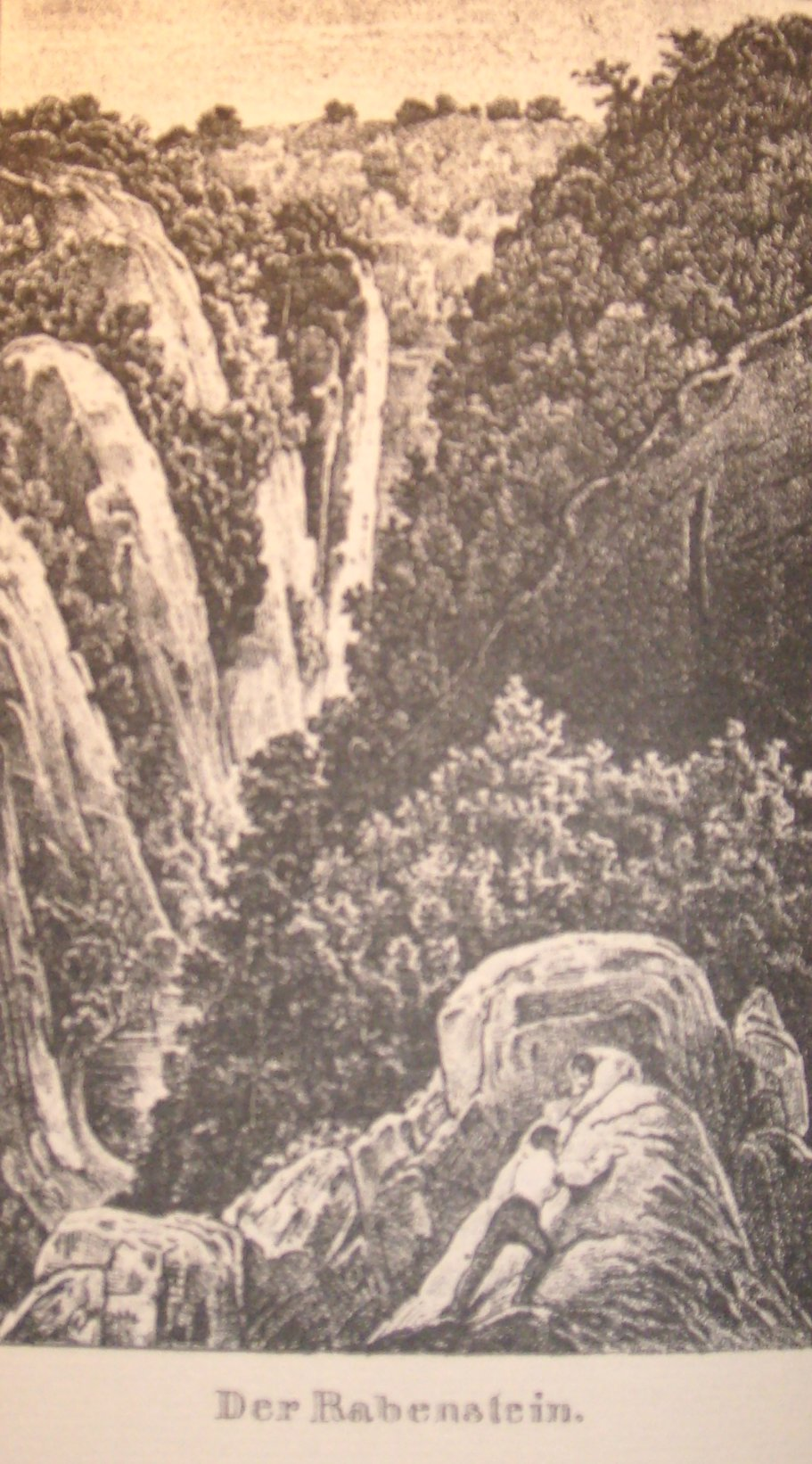
Der Rabenstein Lithografie aus Wanderungen zur Neandershöhle
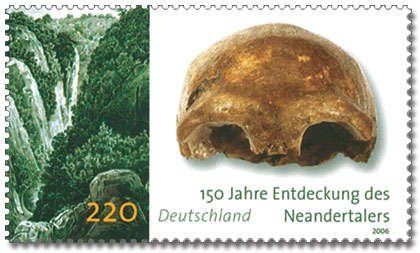
Briefmarke anlässlich des 150. Jahrestages des Neandertalerfundes mit Verwendung des Rabensteinbildes von Bongard